# A magyar nemzet hadtörténelme
A magyar nemzet hadtörténelme egy 20. század első felében megjelent nagy terjedelmű magyar nyelvű történelmi mű volt, szerzője Bánlaky József (1931-ig Breit József néven).

## Jellemzői
Az 1928 és 1942 között a Grill Károly Könyvkiadó Vállalat jóvoltából szerkesztésében megjelent, összességében több ezer oldal terjedelmű, 22 kötetes, díszes borítójú mű egy alapos szintézis a magyar hadtörténelemről. A mű saját témakörében egyedülállóan nagy, ennek ellenére viszonylag ritkának számít. Reprint kiadása nincs, ugyanakkor elektronikusan a Magyar Elektronikus Könyvtár (MEK) és az Arcanum elérhetővé tette. Ebben az új, Arcanum-féle kiadásában az eredeti huszonkét köteten túl huszonharmadik kötetként hozzátették az 1914. évi szerb-montenegroi hadjárat című művét, és huszonnegyedikként a befejezetlen, szintén 22 kötetesre tervezett művének, Az 1918-19-es forradalmak és a vörös háború története első három elkészült kötetét.

## Kötetbeosztása
Az egyes kötetek a következők:
| Kötetszám | Kötetcím |
| --------- | --- |
| I.        | A honfoglalás |
| II.       | Külföldi kalandozások a vezérek korában (898–970-ig) |
| III.      | A királyság megalapítása. Harcok az ország függetlenségéért (972–1074-ig)                                                                                |
| IV.       | A hódító hadjáratok és a keleti háborúk időszaka (1077–1235-ig)                                                                                          |
| V.        | A tatárjárás (1236–1242) |
| VI.       | A tatárjárás utáni hadjáratok az Árpádház kihaltáig (1242–1300)                                                                                          |
| VII.      | Harcok és küzdelmek az Árpádház kihalta után a trón birtokáért és a királyi hatalom helyreállításáért • Vencel, Ottó, Károly Róbert korszaka (1301–1342) |
| VIII.     | I. (Nagy) Lajos korszaka (1342–1382) |
| IX.       | I. Mária, II. (Kis) Károly és Zsigmond kora (1382–1437)                                                                                                  |
| X.        | A Hunyadiak kora • Hunyadi János (1437–1456) |
| XI.       | A Hunyadiak kora • Hunyadi Mátyás (1458–1490) |
| XII.      | Az ország süllyedése a Jagellók alatt • A mohácsi katasztrófa (1490–1526)                                                                                |
| XIII.     | Ferdinánd és Szapolyay János ellenkirályok küzdelme • Az ezt követő nehéz idők • A török hódítások korszaka Szulejmán haláláig (1526–1566)               |
| XIV.      | A török hatalom hanyatlása. Miksa, Rudolf és a Báthoryak háborúi (1567–1604)                                                                             |
| XV.       | Bocskay István, Báthory Gábor és Bethlen Gábor időszaka (1604–1626)                                                                                      |
| XVI.      | A Rákóczyak, Zrinyiek és Thököly Imre első küzdelmeinek korszaka (1630–1682)                                                                             |
| XVII.     | Magyarország felszabadítása a török uralom alól (1683–1699)                                                                                              |
| XVIII.    | II. Rákóczi Ferenc nemzeti fölkelése (1701–1714) |
| XIX.      | III. Károly, Mária Terézia és II. József kora (1716–1790)                                                                                                |
| XX.       | A francia háborúk időszaka (1792–1815) |
| XXI.      | Magyarország 1848/49. évi függetlenségi harcának katonai története                                                                                       |
| XXII.     | I. Ferenc József háborúi az 1848/49. évi magyar szabadságharcot kivéve (1848–1882)                                                                       |
| (XXIII.)  | Az 1914. évi osztrák-magyar szerb-montenegrói hadjárat                                                                                                   |
| (XXIV.)   | A magyarországi 1918/19. évi forradalmi mozgalmak és a vörös háború története                                                                            |

Online elérés
- a MEK-en
- az Arcanum adatbázisában